# Trampolino (aviazione)

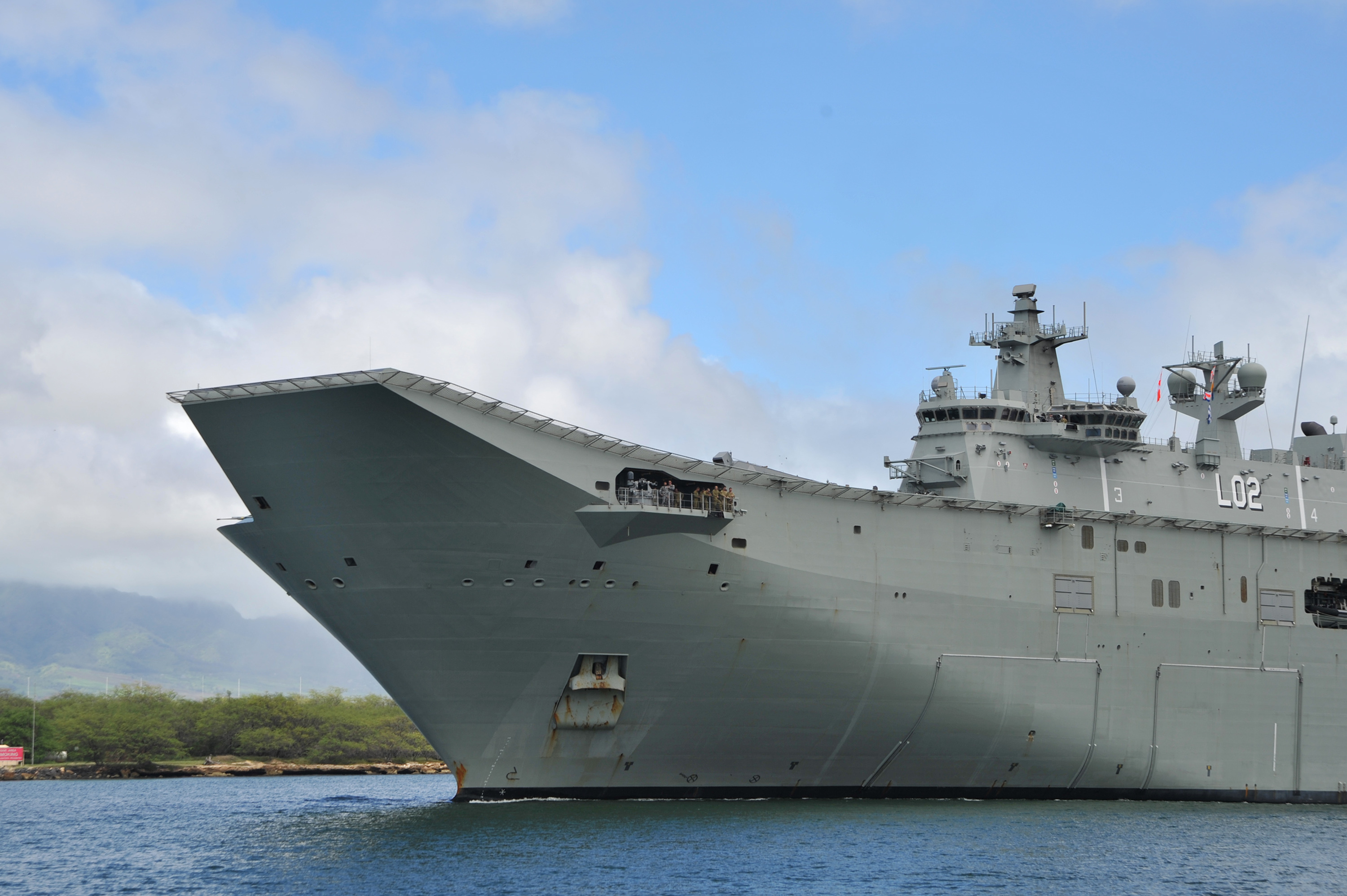
Conformazione della prora della HMAS Canberra australiana col relativo trampolino.

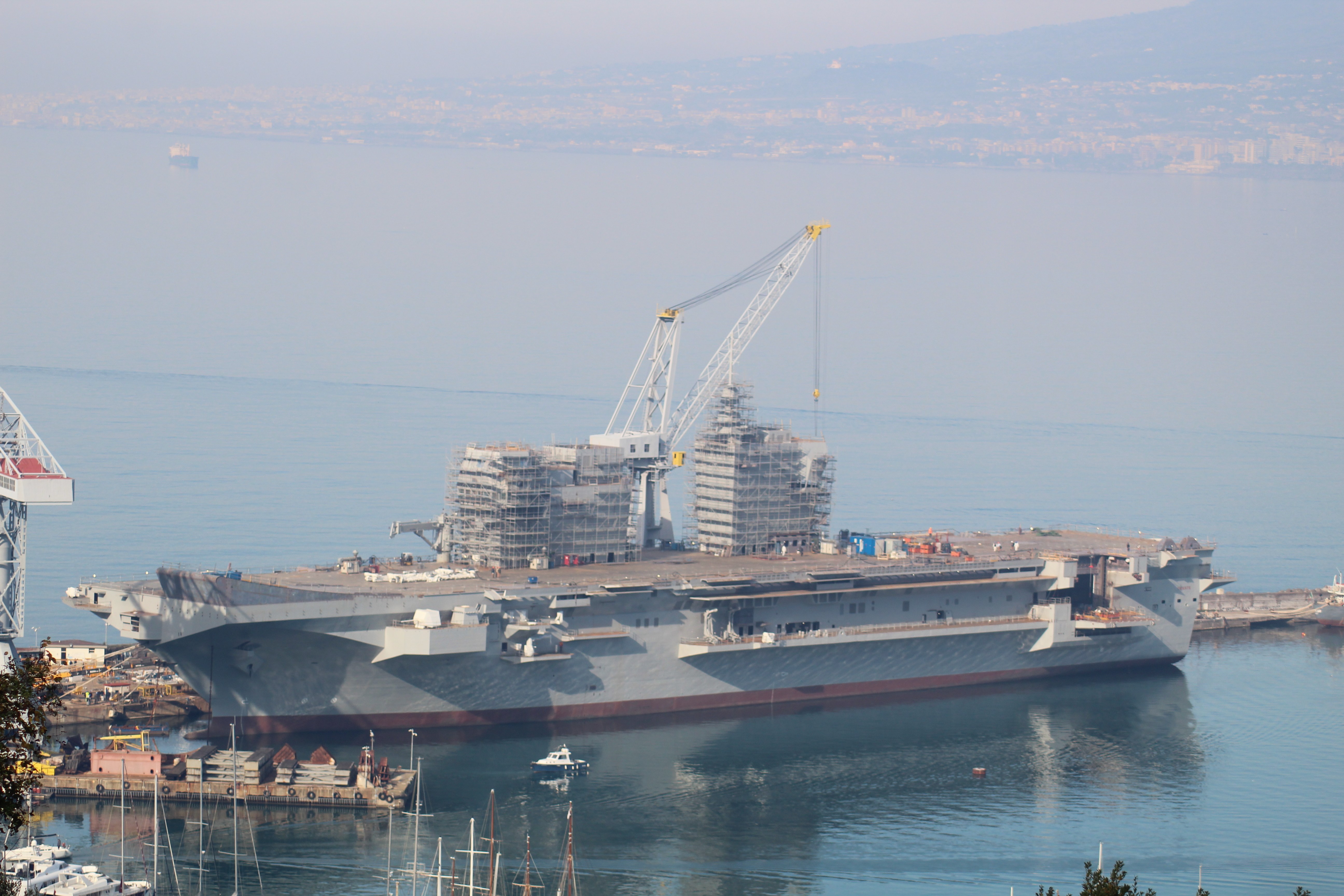
La nave d'assalto anfibio Trieste.

Il trampolino usato nel mondo dell'aviazione (in inglese ski-jump), così chiamato per la sua forte similitudine con quello utilizzato dagli sciatori per il salto sportivo, è una rampa curva verso l'alto che consente agli aeromobili di decollare da una pista molto più corta rispetto a quella normalmente impiegata per il decollo dagli aerei. Con questo metodo dunque, forzando l'aereo verso l'alto, il decollo può essere ottenuto a una velocità inferiore, consentendo al contempo all'aeromobile di accelerare a tale velocità in aria piuttosto che sulla pista. Tali trampolini sono comunemente usati per il lancio di aeroplani dal ponte di volo di portaerei o piccole portaeromobili prive di catapulte.

## Tecnica

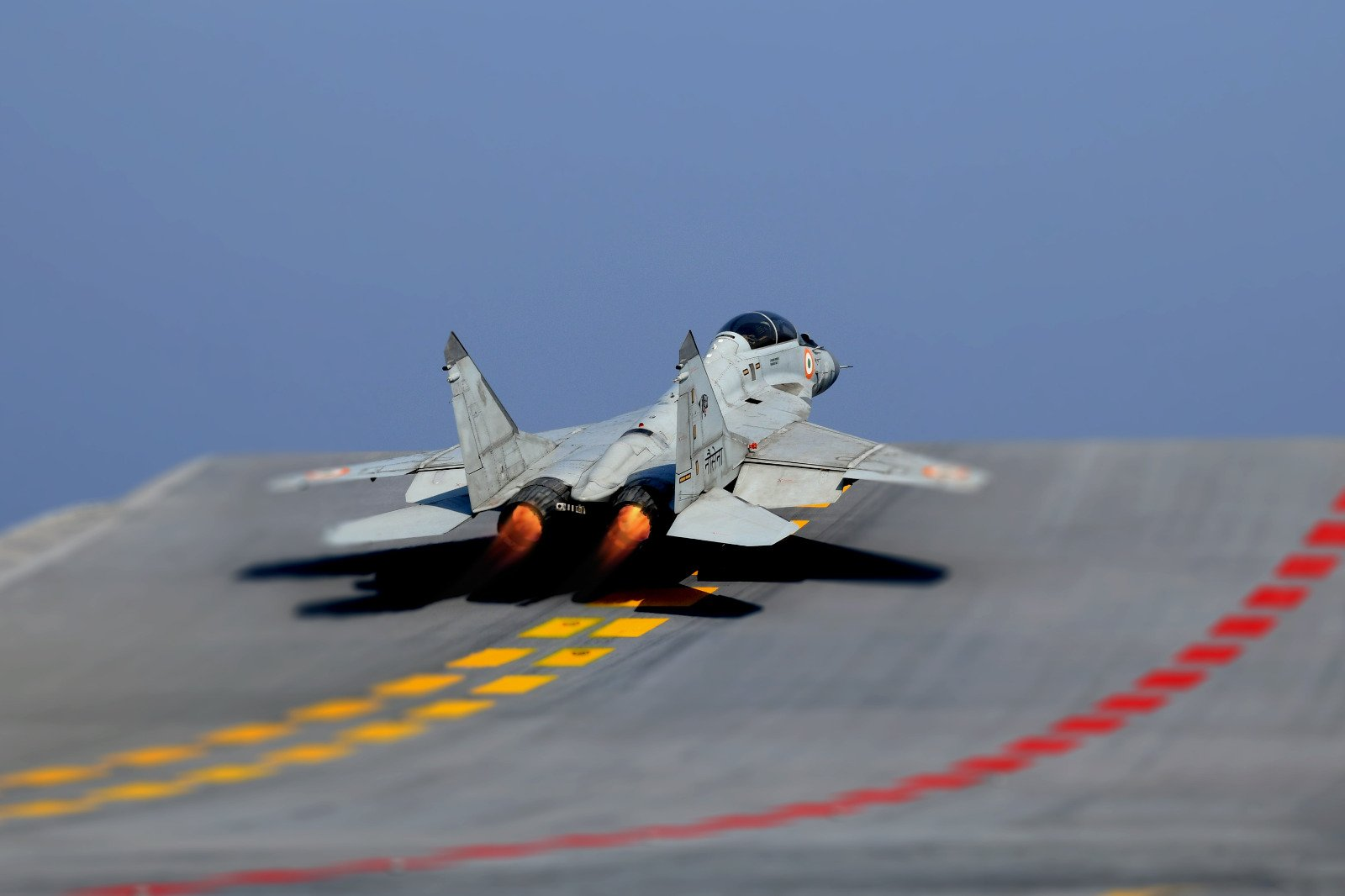
Un MiG-29K decolla usando il trampolino della INS Vikrant della Marina militare dell'India.

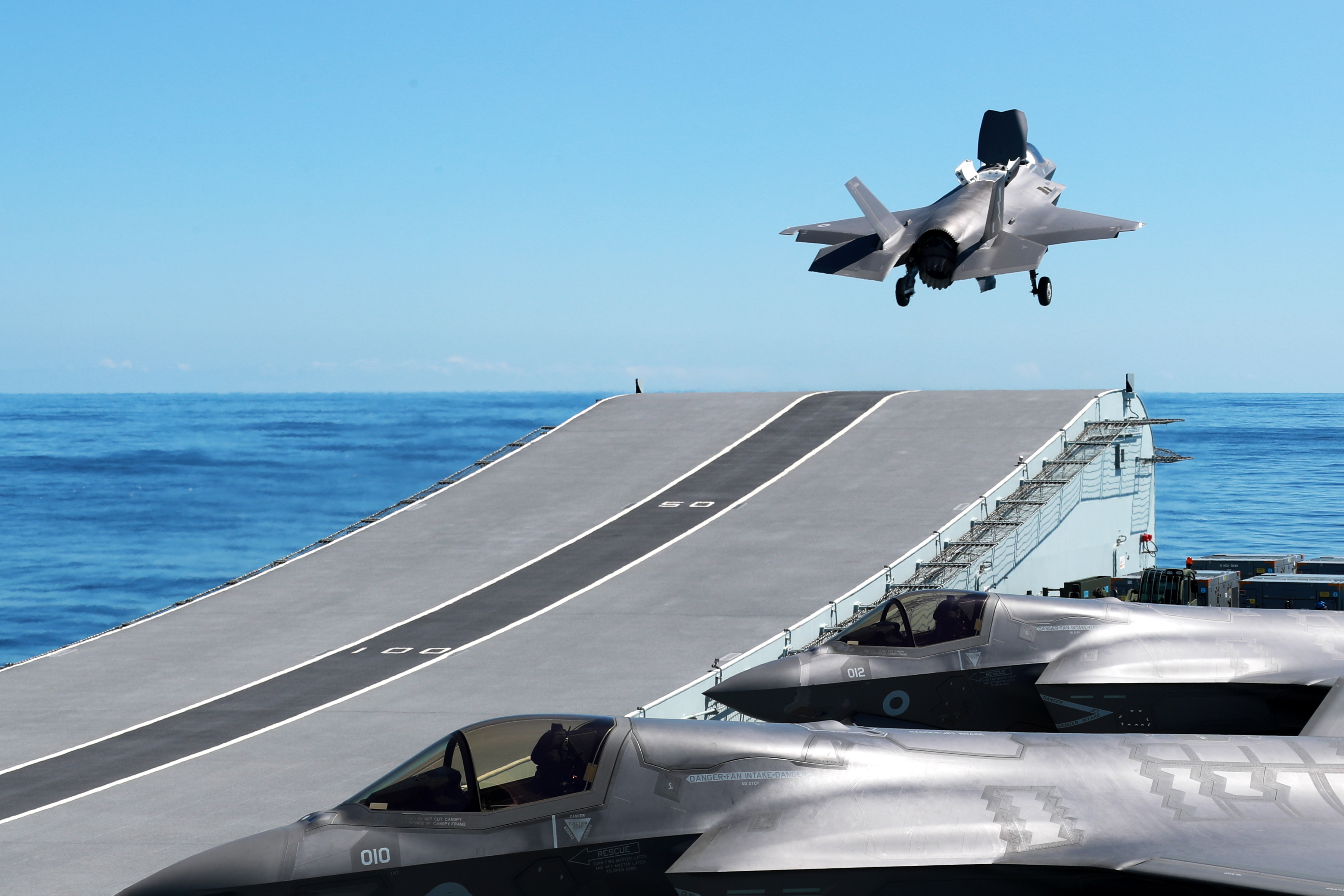
Un F-35B Lightning II decolla usando il trampolino della HMS Queen Elizabeth della Royal Navy.

L'inclinazione del trampolino di lancio dell'incrociatore portaeromobili Giuseppe Garibaldi è pari a 6° 5', quello di nave Cavour e di nave Trieste è di 12° così come quello della nave Juan Carlos I, diversamente da quest'ultima, le portaelicotteri d'assalto classe Canberra della Marina australiana da essa derivata hanno un trampolino di 13°, mentre le portaerei britanniche classe Queen Elizabeth sono invece dotate di trampolini di lancio inclinati di 12° 5'. Per quanto concerne la portaerei russa Admiral Kuznecov ha una rampa inclinata di 12°, mentre il suo ibrido derivato della Marina dell'Esercito Popolare di Liberazione Cinese, la Shandong ha un trampolino di lancio con inclinazione pari a 12°, differenziandosi così da quello della Liaoning e da quello della Marina indiana Vikrant che è di 14° simile a quello già adottato dalla Vikramaditya (ex Admiral Gorshkov, una classe Kiev modificata) che invece è inclinato di 14.3° gradi.